# Pieve di San Michele Arcangelo a Metelliano
La pieve di San Michele Arcangelo a Metelliano è un edificio di culto cattolico sito in località Metelliano, nel comune di Cortona, in provincia di Arezzo.

## Storia
La pieve fu edificata sui resti di un tempio romano dedicato a Bacco. Di questa precedente struttura è rimasta solo una lapide, che segnava il luogo di sepoltura di un bambino romano, ora conservata nel Museo dell'Accademia Etrusca e della città di Cortona.
Inizialmente nacque come chiesa ariana, in una zona che era proprietà dell'antica famiglia romana della Gens Metellia, dalla quale prende nome. Attorno all'VIII secolo fu convertita al culto cristiano dai Longobardi, popolo devoto al culto micaelico, come sembrano confermare alcuni frammenti scultorei altomedievali presenti all'interno dell'edificio. Il primo documento storico attestante il suo completamento risale al 1014 ed è un atto emanato dall'Imperatore Enrico II, dal quale risulta che la pieve era proprietà dell'abbazia di Farneta.

Come tutte le pievi paleocristiane, San Michele Arcangelo a Metelliano sorge  nelle vicinanze di una via romana prossima ad un corso d'acqua, che in questo caso è la Cassia Vetus Clodia, non distante dal torrente Esse.
La pieve fu ricostruita nell'XI secolo su disegno dell'architetto aretino Maginardo. Il nuovo edificio poggiava sulla precedente torre. Nel 1439 la torre fu demolita in quanto a rischio di crollo.
L'esterno fu intonacato nel 1674.
Dal 1907 è considerata monumento nazionale italiano.

## Descrizione
L'interno della pieve è a tre navate, separate da pilastri alternati a colonnine a sezione poligonale e concluse da absidi semicircolari. La copertura è a capriate ma vi si affianca un sistema di volte a botte che precede le absidi e che è ripetuto in corrispondenza dell'ingresso. Si conservano numerosi frammenti di sculture degli inizi del IX secolo quali lastre di ciborio, pilastrini e plutei.
La facciata, a doppio saliente, è assai semplice, col portale che conserva un protiro pensile affiancato da due monofore; più ricca la zona absidale dove le tre absidi sono spartite da lesene per le quali sono stati reimpiegati materiali romani di spoglio. Sui fianchi appaiono tamponati i due ingressi che sostengono lunette cuspidate con decorazioni di epoca altomedievale.
L'edificio in stile romanico presenta elementi e soluzioni bizantine proprie dell’architettura preromanica aretina.
La chiesa è citata e brevemente descritta nel bestseller di Frances Mayes, Sotto il sole della Toscana: "San Michele Arcangelo, una chiesa che amiamo molto... La chiesa risale a quasi mille anni fa... c'è poesia nella scansione delle tre navate, le tre absidi, la pianta basilicale in miniatura... Adoro le grandi chiese affrescate, ma queste più semplici mi toccano nel profondo. Sembrano incarnare la forma e la sostanza dello spirito umano, trasformato in pietre e luce".